# Paño de cocina

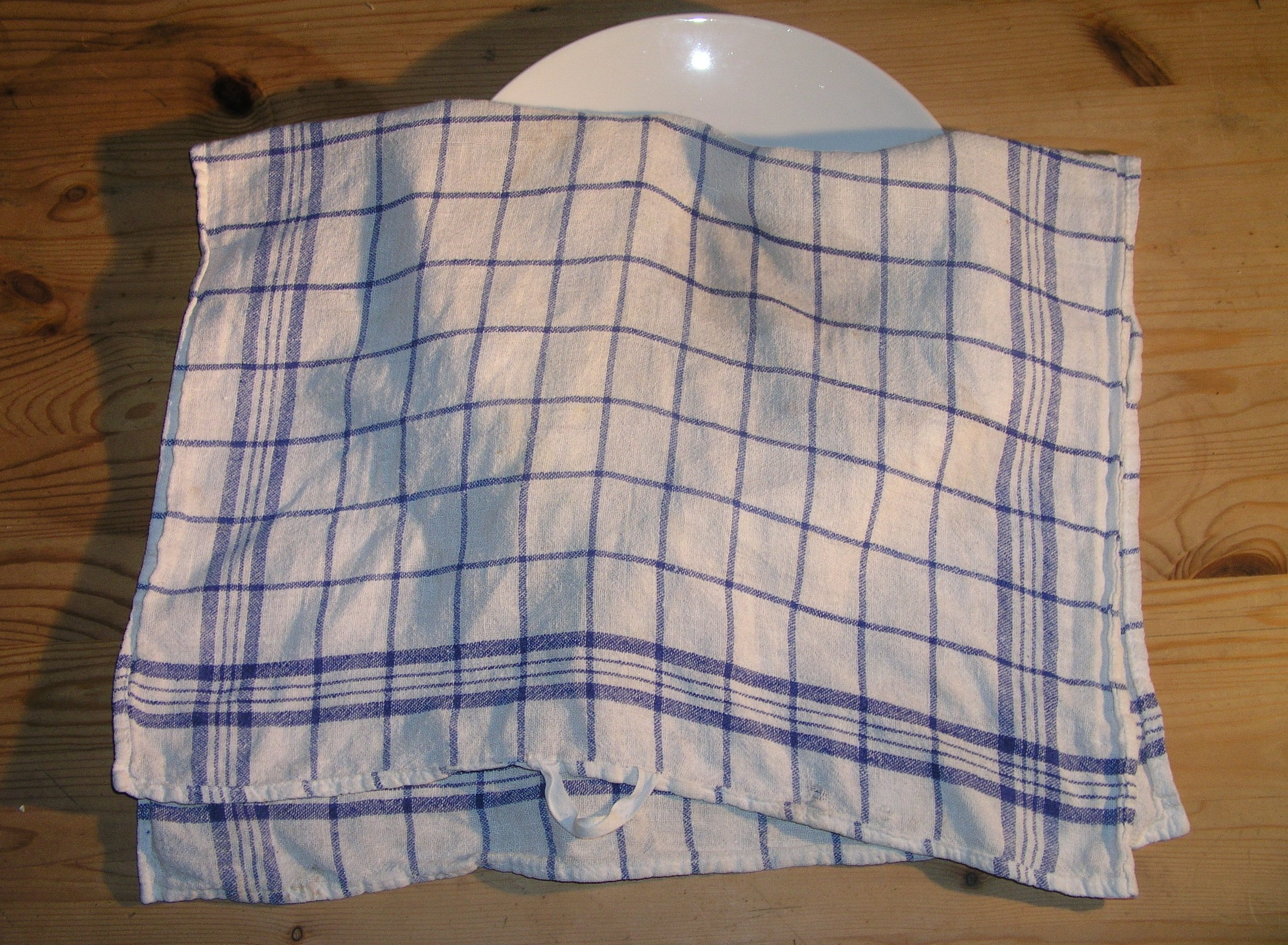
Repasador o paño de cocina.

El paño de cocina, mantel de cocina, trapo de cocina o repasador es un utensilio de cocina utilizado para limpiar superficies en las que se hayan derramado líquidos o alimentos, para poder asir aquellos utensilios con un calor excesivo puestos sobre la cocina, o para secar la vajilla, en cuyo caso también se denomina paño de vajilla, un término utilizado específicamente en el ámbito comercial para distinguir los paños destinados al secado de la vajilla.
```
Suele estar elaborado de 
algodón
 y los motivos de decoración suelen ser 
cuadrados
, 
rayas
 o 
rombos
. 
```

Pueden tener una función de secado en la elaboración de ciertos platos tales como la pasta, o en la preparación de algunos pescados. Asimismo, puede emplearse como filtro de soluciones acuosas en la cocina, como infusiones y sopas.